# Шулдир Васлі
Шулди́р Васлі́ (також відомий як Крилов Василь; *4 травня 1953, село Аріна — †4 серпня 2010, місто Йошкар-Ола, Марій Ел) — марійський поет, письменник, радіожурналіст. Голова Спілки письменників Марій Ел. Головний редактор дитячого журналу «Ямде лий» («Будь на сторожі»).  Його твори друкувалися в перекладі гірськомарійською, російською, чуваською, комі та іншими мовами.
Учасник світових Конгресів фіно-угорських народів (Сиктивкар, Гельсинкі, Таллінн).

## Біографія
Народився в селі Аріна Моркинського району Марійської АРСР. Навчався у середній школі імені Сергія Чавайна. 1970 року вступив до Марійського республіканського культурно-просвітницького училища. З 1973 року студент історико-філологічного факультету Марійського державного університету. З дитинства захоплювався спортом, музикою та літературою.
Після закінчення університету 13 років працював журналістом на марійському радіо. В 1991—1997 роках — головний редактор дитячої газети «Ямде лий». В останні роки очолював правління Спілки письменників Республіки Марій Ел, працював директором видання «Марій журнал».

## Літературна кар'єра
Творчу діяльність почав після відвідин літературного об'єднання «Морко палаш» при районній газеті «Колхозная правда», де було надруковано його перший вірш «Потишкем» («Валянки»). Став юніором газети «Ямде лий». У студентські роки — член і староста літоб'єднання «У палаш», постійно брав участь у семінарах «Літературна осінь».
1985 року Марійське книжне видавництво видало збірку віршів «Понго йур» («Грибний дощ»). Згодом вийшли «Вÿдшÿдир» («Зірки у воді»), «Меран шович» («Заяча хустина»). Автор багатьох творів для дітей, упорядник колективних збірників, посібників і хрестоматій. На його вірші композиторами Марій Ел написані популярні пісні — «Роза-розмарі», «Коктин» і багато інших.
У публічних виступах ставив проблематику модернізації марійської нації, дерусифікації міст Марій Ел.

## Твори
- «Понго йур» («Грибний дощ», 1985)
- «Вÿдшÿдир» («Зірки у воді»)
- «Меран шович» («Заяча хустина»)